# Loalwa Braz
Loalwa Braz Vieira (n. 3 iunie 1953, Jacarepaguá⁠(d), Districtul Federal⁠(d), Brazilia – d. 19 ianuarie 2017, Saquarema, Rio de Janeiro, Brazilia) a fost o cântăreață și textieră braziliană, cunoscută mai ales ca solistă a grupului francez Kaoma, celebru prin hitul mondial Lambada. A fost vorbitoare a patru limbi, portugheză, limba ei maternă, precum și spaniolă, franceză și engleză.

## Biografie
S-a născut la Rio de Janeiro într-o familie de muzicieni: tatăl era șeful unei orchestre, iar mama interpretă la pian clasic.
A învățat să cânte la pian la 13 ani.
Din 1985 până în 2017 a locuit la Paris.
A fost membru al Academiei Franceze și ambasadoare a Asociației Francofone pentru promovarea spiritului sportiv.

## Discografie
| Disc             | Anul apariției | Casa producătoare                 | Melodii |
| ---------------- | -------------- | --------------------------------- | --- |
| Worldbeat        | 1989           | Sony Music Entertainment          | Lambada Lambareggae Dançando Lambada Lambamor Lamba Caribe Melodie d'Amour Sindiang Sopenala Jambe Finete (Grille) Salsa Nuestra |
| Tribal - Pursuit | 1991           | Sony Music Entertainment          | Dança Tago Mago Chacha La Vie Contigo Voy Moco Do Dende CA Ka Fe Mal Enamorados Anai Ilha Do Amor Celebration |
| A La Media Noche | 1998           | Atoll Music                       | A la Media Noche Banto Quando Idem Essa Maneira Outro Lugar (Another Star) Todo M.B.B Espanha Nou Wè Banto (Roots Version) |
| Brésil           | 1989           | Sigla/Braz Brasil Produções       | Vitoriosa O Polvo Uma Mulher Lua My Great Emotion Terna Paixão Babaorixa Eu e Você Pourquoi? Porto Seguro |
| Recomeçar        | 2003           | Bis Records/Braz Brasil Produções | Made In Brasil Recomeçar Dandara Vida De Bamba Vem Ver Chorando Se Foi (la Lambada) Magoa Forro Azul Coisas De Amor La Vie En Rose Recuerdos Uma Mulher Funk Forro Porto Seguro Karukera Mano A La Mano Aiming The Sky 18. Quiero Mas |